# Pierre Le Courayer
Pierre François Le Courayer, né le 17 novembre 1681 à Rouen et mort le 17 octobre 1776 à Londres, est un théologien français.
Chanoine augustin, Pierre François Le Courayer était bibliothécaire de l’abbaye Sainte-Geneviève. En 1723, il publie sans nom avec la fausse indication de lieu de Bruxelles une Dissertation sur la validité des ordinations des Anglais et sur la succession des évêques de l’Église anglicane, avec les preuves justificatives des faits avancés contraire aux opinions de l’Église catholique. Face aux attaques à outrance de l’ouvrage par divers théologiens, il écrit en 1724 au  Journal des savants pour revendiquer son ouvrage, ce qui lui attire la condamnation de trente-deux de ses propositions comme hérétiques. Il est semoncé par l’archevêque de Paris puis excommunié par l’abbé de Sainte-Geneviève sans pour autant renoncer à ses opinions.
Ses prises de position lui ayant attiré les sympathies en Grande-Bretagne, on l’y fait nommer docteur de l’université d'Oxford avec une invitation à s’établir dans ce pays. En 1732, il cède à ces instances devant l’impossibilité de conciliation avec ses opposants en s’installant à Londres. Il est doté du canonicat d’Oxford.
Il reçoit une pension annuelle de 200 livres de la reine Caroline pour sa traduction en français de l’History of the Council of Trent de Paolo Sarpi. Il traduit également l’Histoire de la réforme de Jean Sleidan et rédige quelques ouvrages théologiques.
Mort sans avoir abandonné la communion romaine ni son état ecclésiastique, il est enterré dans le cloître de l’abbaye de l’abbaye de Westminster.

## Étude
- Edmond Préclin, L'union des églises gallicane et anglicane. Une tentative au temps de Louis XV. P.F. Le Courayer de 1681 à 1732 et Guillaume Wake, thèse complémentaire, Paris, Gamber, 1928.